# 什韦尔多夫
什韦尔多夫（法語：Schwerdorff，法語發音：[ʃvɛʁdɔʁf]；洛林法兰克语：Schweerdroff）是法国摩泽尔省的一个市镇，位于该省北部偏西，属于福尔巴克-布莱摩泽尔区。

## 地理
什韦尔多夫（49°22'0"N, 6°34'31"E）面积9.42 平方千米，位于法国大東部大區摩泽尔省，该省份为法国东北部内陆省份，是洛林的一部分，西南接默尔特-摩泽尔省，东临下莱茵省，北与卢森堡和德国接壤。
与什韦尔多夫接壤的市镇（或旧市镇、城区）包括：科尔门、弗拉斯特罗夫、讷恩基申-莱布宗维尔。

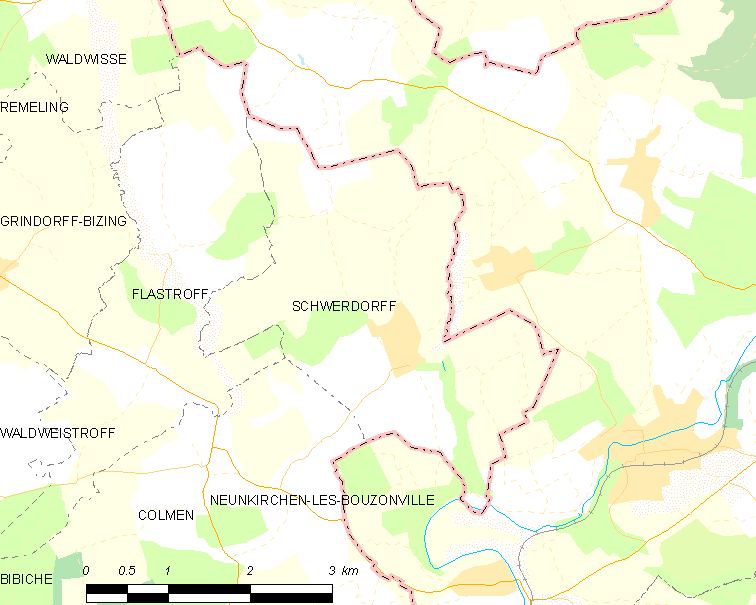
什韦尔多夫的OSM定位图

什韦尔多夫的时区为UTC+01:00、UTC+02:00（夏令时）。

## 行政
什韦尔多夫的邮政编码为57320，INSEE市镇编码为57640。

## 政治
什韦尔多夫所属的省级选区为布宗维尔县。

## 人口

1962-2008年间什韦尔多夫人口变化图示

什韦尔多夫于2022年1月1日时的人口数量为472人。